# Lago Ñorquinco
Lago Ñorquinco är en sjö i Argentina.   Den ligger i provinsen Neuquén, i den sydvästra delen av landet, 1 300 km väster om huvudstaden Buenos Aires. Lago Ñorquinco ligger 1 055 meter över havet. Arean är 6,2 kvadratkilometer. Den sträcker sig 3,4 kilometer i nord-sydlig riktning, och 6,2 kilometer i öst-västlig riktning.
I omgivningarna runt Lago Ñorquinco växer i huvudsak blandskog. Trakten runt Lago Ñorquinco är nära nog obefolkad, med mindre än två invånare per kvadratkilometer.